# Okuma Bay
Die Okuma Bay (japanisch 大隈湾 Okuma-wan, deutsch ‚Okuma-Bucht‘) ist eine Bucht in der antarktischen Ross Dependency. Sie liegt an der Verbindungsstelle zwischen dem Ross-Schelfeis und der Edward-VII-Halbinsel.
Teilnehmer der Discovery-Expedition (1901–1904) unter der Leitung des britischen Polarforschers Robert Falcon Scott entdeckten sie 1902. Teilnehmer der ersten japanischen Antarktisexpedition (1911–1912) unter der Leitung von Nobu Shirase benannten sie. Namensgeber ist der japanische Politiker Shigenobu Okuma (1838–1922), zweimaliger Premierminister seines Landes. Das Advisory Committee on Antarctic Names übertrug die Benennung 1947 ins Englische.